# Analisi in onde parziali
Nel contesto della meccanica quantistica, l'analisi in onde parziali si riferisce ad una tecnica di risoluzione di problemi di scattering. Si basa sulla scomposizione di ciascuna onda nelle sue componenti di momento angolare e sulla risoluzione usando le condizioni al contorno.

## Teoria preliminare dello scattering
La descrizione seguente è basata sul modo canonico di introdurre la teoria dello scattering elementare. Un fascio stazionario di particelle viene diffuso da un potenziale a simmetria sferica {\displaystyle V(r)}, che è a corto raggio, in modo tale che per grandi distanze {\displaystyle r\to \infty }, le particelle si comportino come particelle libere. In principio, ogni particella dovrebbe essere descritta da un pacchetto d'onda ma invece si descrive lo scattering di un'onda piana {\displaystyle \exp(ikz)} che viaggia lungo l'asse z, perché i pacchetti d'onda vengono sviluppati in termini di onde piane e ciò è più semplice dal punto di vista matematico. Poiché il fascio viene acceso per un lungo tempo in confronto al tempo di interazione delle particelle con il potenziale di scattering, si assume uno stato stazionario. Ciò significa che l'equazione di Schrödinger stazionaria per la funzione d'onda {\displaystyle \Psi (\mathbf {r} )} rappresentante il fascio di particelle dovrebbe essere risolvibile:
{\displaystyle \left[-{\frac {\hbar ^{2}}{2m}}\nabla ^{2}+V(r)\right]\Psi (\mathbf {r} )=E\Psi (\mathbf {r} )}
Facciamo la seguente ansatz:
{\displaystyle \Psi (\mathbf {r} )=\Psi _{0}(\mathbf {r} )+\Psi _{\mathrm {s} }(\mathbf {r} )}
dove {\displaystyle \Psi _{0}(\mathbf {r} )\propto \exp(ikz)} è l'onda piana entrante e {\displaystyle \Psi _{\mathrm {s} }(\mathbf {r} )} è la parte diffusa che perturba la funzione d'onda originale. La parte di interesse è la forma asintotica di {\displaystyle \Psi _{\mathrm {s} }(\mathbf {r} )}, perché le osservazioni vicino al centro diffusore (ad esempio, un nucleo atomico) sono perlopiù non fattibili e la rivelazione delle particelle ha luogo molto lontano dall'origine. A grandi distanze, le particelle dovrebbero comportarsi come particelle libere e quindi {\displaystyle \Psi _{\mathrm {s} }(\mathbf {r} )} dovrebbe essere una soluzione della equazione di Schrödinger libera. Questo suggerisce che debba avere una forma simile a un'onda piana, omettendo le parti senza significato fisico. Pertanto si studia lo sviluppo in onde sferiche dell'onda piana:
{\displaystyle e^{ikz}=\sum _{\ell =0}^{\infty }(2\ell +1)i^{\ell }j_{\ell }(kr)P_{\ell }(\cos \theta )}.
La funzione di Bessel sferica {\displaystyle j_{\ell }(kr)} si comporta asintoticamente come
{\displaystyle j_{\ell }(kr)\to {\frac {1}{2ikr}}\left(\exp(i(kr-l\pi /2))-\exp(-i(kr-l\pi /2))\right).}
Ciò corrisponde a un'onda sferica entrante e una uscente. Per la funzione dell'onda diffusa, ci si aspetta solo la parte uscente. Quindi si prevede che {\displaystyle \Psi _{\mathrm {s} }(\mathbf {r} )\propto \exp(ikr)/r} a grandi distanze e si pone la forma asintotica dell'onda diffusa nel modo seguente:
{\displaystyle \Psi _{\mathrm {s} }(\mathbf {r} )\to f(\theta ,k){\frac {\exp(ikr)}{r}}}
dove {\displaystyle f(\theta ,k)} è la cosiddetta ampiezza di scattering, che in questo dipende solo dall'angolo di elevazione {\displaystyle \theta } e dall'energia. In conclusione, questo dà la seguente espressione asintotica per l'intera funzione d'onda:
{\displaystyle \Psi (\mathbf {r} )\to \Psi ^{(+)}(\mathbf {r} )=\exp(ikz)+f(\theta ,k){\frac {\exp(ikr)}{r}}}.

## Sviluppo in onde parziali
Nel caso di un potenziale a simmetria sferica {\displaystyle V(\mathbf {r} )=V(r)}, la funzione d'onda di scattering può essere sviluppata in armoniche sferiche che si riducono a polinomi di Legendre a causa della simmetria azimutale (nessuna dipendenza da {\displaystyle \phi }):
{\displaystyle \Psi (\mathbf {r} )=\sum _{\ell =0}^{\infty }{\frac {u_{\ell }(r)}{r}}P_{\ell }(\cos \theta )}.
Nel problema di scattering standard, si assume che il fascio incidente abbia la forma di un'onda piana con numero d'onda k, che può essere scomposta in onde parziali usando lo sviluppo in onde piane in termini delle funzioni di Bessel sferiche e dei polinomi di Legendre:
{\displaystyle \psi _{\text{in}}(\mathbf {r} )=e^{ikz}=\sum _{\ell =0}^{\infty }(2\ell +1)i^{\ell }j_{\ell }(kr)P_{\ell }(\cos \theta )}
Qui si è assunto un sistema di coordinate sferico nel quale l'asse z è allineato lungo la direzione del fascio. La parte radiale di questa funzione d'onda consiste solamente della funzione di Bessel sferica, che può essere riscritta come una somma di due funzioni di Hankel sferiche:
{\displaystyle j_{\ell }(kr)={\frac {1}{2}}\left(h_{\ell }^{(1)}(kr)+h_{\ell }^{(2)}(kr)\right)}
Questo ha significato fisico: {\displaystyle h_{\ell }^{(2)}} si comporta asintoticamente (ovvero per grandi r) come {\displaystyle i^{-(\ell +1)}e^{ikr}/(kr)} ed è pertanto un'onda uscente, mentre {\displaystyle h_{\ell }^{(1)}} si comporta asintoticamente come{\displaystyle i^{(\ell +1)}e^{-ikr}/(kr)} ed è un'onda entrante.  L'onda entrante è inalterata dallo scattering, mentre l'onda uscente è modificata di un fattore conosciuto come l'elemento di onda parziale della matrice S {\displaystyle S_{\ell }}:
{\displaystyle {\frac {u_{\ell }(r)}{r}}{\stackrel {r\to \infty }{\longrightarrow }}{\frac {i^{\ell }k}{\sqrt {2\pi }}}\left(h_{\ell }^{(1)}(kr)+S_{\ell }h_{\ell }^{(2)}(kr)\right)}
dove {\displaystyle u_{\ell }(r)/r} è la componente radiale dell'effettiva funzione d'onda. Lo sfasamento di scattering {\displaystyle \delta _{\ell }} è definita come metà della fase di {\displaystyle S_{\ell }}:
{\displaystyle S_{\ell }=e^{2i\delta _{\ell }}}
Se non si perde il flusso, allora {\displaystyle |S_{\ell }|=1} e quindi lo sfasamento è reale. Tipicamente è questo il caso a meno che il potenziale non abbia una componente immaginaria dissipativa.
Pertanto, la funzione d'onda completa è, asintoticamente,
{\displaystyle \psi (\mathbf {r} ){\stackrel {r\to \infty }{\longrightarrow }}\sum _{\ell =0}^{\infty }(2\ell +1)i^{\ell }{\frac {h_{\ell }^{(1)}(kr)+S_{\ell }h_{\ell }^{(2)}(kr)}{2}}P_{\ell }(\cos \theta )}
Sottrarre {\displaystyle \psi _{\text{in}}} dà la funzione d'onda uscente asintotica:
{\displaystyle \psi _{\text{out}}(\mathbf {r} ){\stackrel {r\to \infty }{\longrightarrow }}\sum _{\ell =0}^{\infty }(2\ell +1)i^{\ell }{\frac {S_{\ell }-1}{2}}h_{\ell }^{(2)}(kr)P_{\ell }(\cos \theta )}
Facendo uso del comportamento asintotico delle funzioni di Hankel sferiche, si ottiene:
{\displaystyle \psi _{\text{out}}(\mathbf {r} ){\stackrel {r\to \infty }{\longrightarrow }}{\frac {e^{ikr}}{r}}\sum _{\ell =0}^{\infty }(2\ell +1){\frac {S_{\ell }-1}{2ik}}P_{\ell }(\cos \theta )}
Dal momento che l'ampiezza di scattering {\displaystyle f(\theta ,k)} è definita da:
{\displaystyle \psi _{\text{out}}(\mathbf {r} ){\stackrel {r\to \infty }{\longrightarrow }}{\frac {e^{ikr}}{r}}f(\theta ,k)}
Segue che
{\displaystyle f(\theta ,k)=\sum _{\ell =0}^{\infty }(2\ell +1){\frac {S_{\ell }-1}{2ik}}P_{\ell }(\cos \theta )=\sum _{\ell =0}^{\infty }(2\ell +1){\frac {e^{i\delta _{\ell }}\sin \delta _{\ell }}{k}}P_{\ell }(\cos \theta )}
e quindi la sezione d'urto differenziale è data da
{\displaystyle {\frac {d\sigma }{d\Omega }}=|f(\theta ,k)|^{2}={\frac {1}{k^{2}}}\left|\sum _{\ell =0}^{\infty }(2\ell +1)e^{i\delta _{\ell }}\sin \delta _{\ell }P_{\ell }(\cos \theta )\right|^{2}}
Questo funziona per una qualsiasi interazione a corto raggio. Per interazioni a lungo raggio (come l'interazione di Coulomb), la sommatoria sugli {\displaystyle \ell } potrebbe non convergere. L'approccio generale per tali problemi consiste nel trattare l'interazione di Coulomb separatamente dall'interazione a corto raggio, dato che il problema di Coulomb può essere risolto esattamente in termini di funzioni di Coulomb, che assumono il ruolo delle funzioni di Hankel in questo problema.